# Côm da
Côm da hay nhôi (danh pháp khoa học: Elaeocarpus viguieri) là một loài thực vật có hoa trong họ Côm. Loài này được Gagnep. mô tả khoa học đầu tiên năm 1915.